# Ора (посёлок)
Ора (яп. 邑楽町 О:ра-мати) — посёлок в Японии, находящийся в уезде Ора префектуры Гумма. Площадь посёлка составляет 31,12 км², население — 27 267 человек (1 июля 2014), плотность населения — 876,19 чел./км².

## Географическое положение
Посёлок расположен на острове Хонсю в префектуре Гумма региона Канто. С ним граничат города Ота, Татебаяси, Асикага и посёлки Оидзуми, Тиёда.

## Население
Население посёлка составляет 27 267 человек (1 июля 2014), а плотность — 876,19 чел./км². Изменение численности населения с 1980 по 2005 годы:
| 1980 | 21 869 чел. |  |
| 1985 | 24 217 чел. |  |
| 1990 | 26 380 чел. |  |
| 1995 | 27 421 чел. |  |
| 2000 | 27 512 чел. |  |
| 2005 | 27 372 чел. |  |

## Символика
Деревом посёлка считается сосна густоцветная, цветком — Rhododendron kaempferi.